# Natrijev bentonit
Natrijev bentonit prirodni, kemijskog naziva natrijev montmorilonit, je glina koja se dodaje različitim otopinama radi postizanja određenih svojstava.
Higroskopan je spoj, a otopljen u vodi hidrira (bubri).

## Upotreba
U rudarsku se isplaku dodaje radi povećanja njezine viskoznosti i čvrtoće gela (tj. za smanjenje gustoće cementne kaše), te smanjenja izdvajanja filtrata iz isplake u propusne stijene, čime nastaje kvalitetan isplačni oblog na stijenkama kanala bušotine. Takva isplaka u stanju mirovanja gelira i zadržava krhotine stijena koje lebde, pa se one ne talože na dno kanala bušotine kad se prekine optok.

Upotrebljava se i za bistrenje vina i sl.
U trgovinu dolazi u obliku kuglica i zapakiran u staniolfoliju, pod trgovačkim nazivom „Plusgran V“ ili „Bistrina“, te se prodaje u poljoprivrednoj ljekarni.